# 婺州窑
婺州窑，浙江金华的瓷窑。隋代以后金华称婺州，明代改置金华府。婺州窑创烧于三国，盛于唐宋。窑址已发现数百处，出土了大批青瓷器。婺州窑原在浙江中部的金华地区，制瓷工艺不断改进和提高，产品销售到江苏、福建等地。唐宋时期范围扩大到现在的金华、兰溪、义乌、东阳、永康、武义、衢州、江山一带，成为中国青瓷比较有名的产地之一。隋代以前的制品与越窑、瓯窑有区别。三国时当地烧制青瓷，胎呈深紫色，外施白色化妆土，釉色青黄中泛褐色。南朝时，釉面普遍呈青黄，唯胎釉结合差，容易剥落。唐代以后许多制品在品种和造型方面在品种和造型方面与越窑、瓯窑相似，只是胎色呈深灰或紫色，釉色青黄或泛紫，釉中现奶白色星点。唐代陆羽《茶经·四之器》记载“碗，越州上，鼎州次，婺州次，岳州次，寿州、洪州次”，将婺州窑所产青瓷茶具的质量名列第三。三国时期的五联罐、隋代出现的盏托、唐代的蟠龙罂和多角瓶等，都很有特色。所产壶、碗、罐、瓶等日用器皿，装饰简朴，大方实用。是中国使用化妆土装饰材料最早的窑场。